# Qianxi (socken i Kina)
Qianxi (kinesiska: 千溪, 千溪彝族苗族白族乡) är en socken i Kina. Den ligger i provinsen Guizhou, i den sydvästra delen av landet, omkring 150 kilometer väster om provinshuvudstaden Guiyang.